# Afyon Belediye Yüntaş
Afyon Belediye Yüntaş – turecki męski klub siatkarski, powstały w 2013 r. w Afyonkarahisar. Od sezonu 2016/2017 występuje w tureckiej najwyższej klasie rozgrywkowej Efeler Ligi.

## Bilans sezon po sezonie
| Sezon                       | Miejsce |
| --------------------------- | ------- |
| 2013/2014 - Voleybol 3.Ligi | 2       |
| 2014/2015 - Voleybol 2.Ligi | 2       |
| 2015/2016 - Voleybol 2.Ligi | 1       |
| 2016/2017 - Efeler Ligi     | 9       |
| 2017/2018 - Efeler Ligi     | 8       |
| 2018/2019 - Efeler Ligi     | 11      |
| 2019/2020 - Voleybol 2.Ligi | 4       |
| 2020/2021 - Efeler Ligi     |         |

Poziom rozgrywek:
     pierwszy, najwyższy ogólnokrajowy
     drugi
     trzeci
     czwarty

## Kadra

### Sezon 2020/2021
| Nr | Imię i nazwisko                 | Data ur. | Wzrost | Pozycja      |
| -- | ------------------------------- | -------- | ------ | ------------ |
| 1  | Fatih Ürün                      | 1987     | 193    | rozgrywający |
| 2  | Okay Serçe                      | 1993     | 196    | atakujący    |
| 3  | Vefa Yılmaz                     | 1982     | 190    | rozgrywający |
| 4  | Resul Gün                       | 1999     | 184    | przyjmujący  |
| 5  | Alen Šket (do 09.11.2020)       | 1988     | 204    | przyjmujący  |
| 6  | Cristian Poglajen               | 1989     | 195    | przyjmujący  |
| 7  | Berkan Eryüz                    | 1993     | 197    | środkowy     |
| 9  | Hasan Balcıoğlu                 | 1986     | 184    | przyjmujący  |
| 10 | Cansın Enaboifo                 | 1995     | 193    | atakujący    |
| 12 | Bruno Lima                      | 1996     | 197    | atakujący    |
| 13 | Görkem Sertel                   | 1992     | 207    | środkowy     |
| 14 | Can Ayvazoğlu                   | 1979     | 190    | libero       |
| 16 | Yılmaz Takmak                   | 2001     | 180    | libero       |
| 17 | Abrahan Gavilán (od 14.11.2020) | 1995     | 197    | przyjmujący  |
| 18 | Furkan Dur                      | 1994     | 209    | środkowy     |

### Sezon 2019/2020
| Nr | Imię i nazwisko | Data ur. | Wzrost | Pozycja      |
| -- | --------------- | -------- | ------ | ------------ |
| 1  | Taha Işıldar    | 1997     | 190    | rozgrywający |
| 2  | Burak Kose      | 1994     | 188    | rozgrywający |
| 3  | Ali İhsan Heper | 1999     | 177    | libero       |
| 5  | Yılmaz Takmak   | 2001     | 180    | libero       |
| 6  | Onur Çapan      | 1985     | 203    | przyjmujący  |
| 8  | Dienis Fazulow  | 1992     | 202    | atakujący    |
| 9  | Fatih Durkan    | 1995     | 193    | atakujący    |
| 10 | Resul Gün       | 1999     | 184    | przyjmujący  |
| 11 | Rıdvan Sağlık   | 1993     | 196    | środkowy     |
| 12 | Akif Yurtsal    | 1989     | 192    | rozgrywający |
| 14 | Fatih Baris     | 1984     | 207    | środkowy     |
| 16 | Çağatay Durmuş  | 1994     | 194    | libero       |
| 17 | Ertan Debreli   | 1992     | 197    | środkowy     |
| 18 | Berk Yilmaz     | 1997     | 194    | środkowy     |

### Sezon 2018/2019
| Nr | Imię i nazwisko             | Data ur. | Wzrost | Pozycja      |
| -- | --------------------------- | -------- | ------ | ------------ |
| 1  | Fatih Cihan (do 01.2019)    | 1991     | 197    | środkowy     |
| 2  | Gökhan Çatal (do 01.2019)   | 1990     | 190    | rozgrywający |
| 3  | Muhammed Ertuğrul           | 1989     | 196    | środkowy     |
| 5  | Berk Özbek                  | 1993     | 197    | przyjmujący  |
| 6  | Çağatay Durmuş              | 1994     | 184    | libero       |
| 7  | Beytullah Hatipoğlu         | 1992     | 195    | libero       |
| 8  | Tunç Ayhan                  | 1993     | 198    | atakujący    |
| 9  | Mehmet Hacıoğlu             | 1995     | 194    | przyjmujący  |
| 10 | Caner Çiçekoğlu             | 1985     | 190    | przyjmujący  |
| 12 | Fatih Kartal                | 1997     | 197    | środkowy     |
| 13 | Niels Klapwijk (do 01.2019) | 1985     | 200    | atakujący    |
| 13 | Leo Andrić (od 01.2019)     | 1994     | 203    | atakujący    |
| 15 | Luke Smith (do 01.2019)     | 1990     | 204    | przyjmujący  |
| 17 | Mihajlo Stanković           | 1993     | 200    | przyjmujący  |
| 18 | Burak Hascan                | 1977     | 203    | środkowy     |

### Sezon2017/2018[2]
| Nr | Imię i nazwisko                 | Data ur. | Wzrost | Pozycja      |
| -- | ------------------------------- | -------- | ------ | ------------ |
| 1  | Fatih Cihan                     | 1991     | 195    | środkowy     |
| 3  | Doğuhan Yapıcı                  | 1993     | 175    | libero       |
| 5  | Berk Özbek                      | 1993     | 197    | przyjmujący  |
| 6  | Burak Kose                      | 1994     | 188    | rozgrywający |
| 7  | Beytullah Hatipoğlu             | 1992     | 185    | libero       |
| 9  | Mehmet Hacıoğlu                 | 1995     | 194    | przyjmujący  |
| 10 | Caner Çiçekoğlu                 | 1985     | 187    | przyjmujący  |
| 11 | Kemal Kıvanç Elgaz              | 1986     | 200    | przyjmujący  |
| 12 | Cüneyt Dağcı                    | 1985     | 205    | środkowy     |
| 14 | Olli-Pekka Ojansivu             | 1987     | 196    | atakujący    |
| 15 | Andreas Fragkos (do 10.2017)    | 1989     | 200    | przyjmujący  |
| 15 | Armin Mustedanović (od 10.2017) | 1986     | 194    | przyjmujący  |
| 16 | Dmitrii Bahov                   | 1990     | 197    | przyjmujący  |
| 17 | Murat Palavar                   | 1985     | 205    | środkowy     |
| 18 | Burak Hascan                    | 1977     | 200    | środkowy     |

### Sezon2016/2017[3]
| Nr | Imię i nazwisko             | Data ur. | Wzrost | Pozycja      |
| -- | --------------------------- | -------- | ------ | ------------ |
| 1  | Berkan Bozan                | 1991     | 194    | rozgrywający |
| 2  | Mustafa Kırıcı              | 1982     | 194    | przyjmujący  |
| 4  | Demirhan Durul              | 1989     | 198    | przyjmujący  |
| 5  | Ahmet Arslan                | 1990     | 202    | środkowy     |
| 6  | Burak Kose                  | 1994     | 188    | rozgrywający |
| 7  | Serhat Coşkun               | 1987     | 198    | atakujący    |
| 8  | Ivan Borovnjak (od 01.2017) | 1988     | 202    | przyjmujący  |
| 9  | Anıl Tokat                  | 1988     | 196    | atakujący    |
| 10 | Kervin Piñerua (do 11.2016) | 1991     | 191    | atakujący    |
| 11 | Selim Yildirim              | 1986     | 182    | libero       |
| 12 | Fatih Eren Uğur             | 1990     | 197    | środkowy     |
| 14 | Furkan Dur                  | 1994     | 206    | środkowy     |
| 16 | Gregor Ropret               | 1989     | 192    | rozgrywający |
| 17 | Ender Kidoglu               | 1978     | 192    | libero       |
| 18 | Burak Hascan                | 1977     | 205    | środkowy     |
| 19 | Willner Rivas               | 1995     | 194    | przyjmujący  |